# Reboleira (métro de Lisbonne)
Reboleira est une station du Métro de Lisbonne. Elle est située dans la municipalité de Amadora, et est le terminus de la Ligne Bleue, offrant une connexion à la Ligne de Sintra. Elle a été ouverte le 13 avril 2016, dans le contexte de l'expansion de cette ligne dans la zone de la Reboleira, Amadora.
Cette station est située dans la Rua das Indústrias, près de l'intersection avec la Rue Vitor Alves.

## Histoire
L'ouverture à l'exploitation de cette station était initialement prévue pour le mois d'août 2010, mais des problèmes chroniques de financement ont interrompu le travail après l'achèvement de la première phase, d'un montant de 45 millions d'euros, consacrée à la construction du tunnel (579 mètres de long) et de la station elle-même. Le travail a repris seulement au mois de juin 2015, pour la réalisation de la deuxième phase, consacrée à "la construction civile, la basse tension, les télécommunications, le transport ferroviaire, l'électro-mécanique et l'aménagement paysager de la surface dans la zone adjacente à la station, dans la Rua das Indústrias et dans le Parc Armando Romão", pour un montant de 8,795 millions d'euros; toutefois, l'ouverture a subi deux retards supplémentaires, car ni les dates annoncées fin 2015 et durant le premier trimestre de 2016 n'ont pu être respectées.
La station a finalement été inaugurée le 13 avril 2016. Le coût global du projet a été de 60 millions d'euros, remboursé en grande partie par des fonds communautaires. Initialement, le nom annoncé pour la station était Amadora Sul (en faisant allusion à la région où la station de métro est située). Utilisé dans une partie de la signalétique intérieure de la station, le nom a cependant été retiré en faveur de la dénomination Reboleira.

## Services aux voyageurs

### Accès et accueil
Elle est équipée d'ascenseurs vers les quais ainsi que vers la surface pour être accessible aux passagers avec un handicap physique. Elle est également équipée d'escaliers mécaniques vers les quais d'embarquement. La station dispose d'un atrium central accessible depuis quatre sorties, deux au nord et deux au nord-est. Une des sorties nord-est permet une connexion directe à la Gare de la Reboleira.